# Oratoria grupal
La oratoria grupal se caracteriza por la participación de dos o más personas que conversan sobre un tema determinado.
La conversación puede tener diferentes propósitos:
- Incrementar los conocimientos sobre un tema
- Analizar los distintos aspectos de un proyecto
- Resolver un problema común
- Tomar decisiones acerca de un asunto

Las reuniones de oratoria grupal tienen éxito si se logra sinergia entre los participantes.
En la mayoría de los casos se requiere la presencia de un moderador, que organiza y coordina las exposiciones.
Se puede contar también con la ayuda de un secretario.
Las reuniones deben ser planificadas cuidadosamente y anunciadas con la debida anticipación, de forma tal que los participantes puedan analizar previamente el tema a tratar y preparar sus argumentos.

## Formas
Según la presencia de público, se clasifican en privadas y públicas.
Entre las formas privadas más usuales encontramos:
- Diálogo
- Entrevista
- Interpelación
- Negociación
- Grupo de discusión
- Coloquio
- Reunión de Consorcio
- Tormenta de ideas o brainstorming

Las formas públicas más conocidas son:
- Mesa redonda
- Simposio
- Debate
- Foro
- Asamblea